# Puchar Świata Juniorów w saneczkarstwie 2012/2013
Sezon 2012/2013 Pucharu Świata Juniorów w saneczkarstwie rozpoczął się 7 grudnia 2012 roku w norweskim mieście Lillehammer. Ostatnie zawody z tego cyklu zostały rozegrane 16 lutego 2013 roku na torze w Winterbergu.

## Kalendarz Pucharu Świata
| Lp.    | Data             | Miejscowość | Konkurencja       | 1 miejsce                                                                          | 2 miejsce                                                                            | 3 miejsce                                                                           |
| ------ | ---------------- | ----------- | ----------------- | ---------------------------------------------------------------------------------- | ------------------------------------------------------------------------------------ | ----------------------------------------------------------------------------------- |
| 1. PŚJ | 8 grudnia 2012   | Lillehammer | Jedynki kobiet    | Natalie Burkhardt                                                                  | Sandra Robatscher                                                                    | Angelique Fleischer                                                                 |
| 1. PŚJ | 8 grudnia 2012   | Lillehammer | Jedynki mężczyzn  | Florian Berkes                                                                     | Armin Frauscher                                                                      | Riks Rozitis                                                                        |
| 1. PŚJ | 8 grudnia 2012   | Lillehammer | Dwójki mężczyzn   | Ty Andersen Anthony Espinoza                                                       | Marián Zemanik Jozef Petrulak                                                        | Yury Kalinin Sergey Belyaew                                                         |
| 1. PŚJ | 8 grudnia 2012   | Lillehammer | Sztafety mieszane | Niemcy Natalie Burkhardt · Florian Berkes · Julius Löffler · Florian Küchler       | Rosja Wiktoria Diemczenko · Maksin Arawin · Yury Kalinin · Sergey Belyaew            | Stany Zjednoczone Summer Britcher · Aidan Kelly · Ty Andersen · Anthony Espinoza    |
| 2. PŚJ | 16 grudnia 2012  | Königssee   | Jedynki kobiet    | Natalie Burkhardt                                                                  | Saskia Langer                                                                        | Carolin Freiherrin von Schleinitz                                                   |
| 2. PŚJ | 16 grudnia 2012  | Königssee   | Jedynki mężczyzn  | Florian Berkes                                                                     | Toni Gräfe                                                                           | Chris Eiβler                                                                        |
| 2. PŚJ | 16 grudnia 2012  | Königssee   | Dwójki mężczyzn   | Julius Löffler Florian Küchler                                                     | Tim Brendel Florian Funk                                                             | Florian Löffler Manuel Stiebing                                                     |
| 2. PŚJ | 16 grudnia 2012  | Königssee   | Sztafety mieszane | Niemcy Natalie Burkhardt · Florian Berkes · Julius Löffler · Florian Küchler       | Włochy Sandra Robatscher · Emanuel Rieder · Florian Gruber · Simon Kainzwaldner      | Austria Miriam Kastlunger · David Gleirscher · David Troyer · Philip Knoll          |
| 3. PŚJ | 25 stycznia 2013 | Calgary     | Jedynki kobiet    | Natalie Burkhardt                                                                  | Carolin Freiherrin von Schleinitz                                                    | Angelique Fleischer                                                                 |
| 3. PŚJ | 25 stycznia 2013 | Calgary     | Jedynki mężczyzn  | Kevin Fischnaller                                                                  | Florian Berkes                                                                       | Maksin Arawin                                                                       |
| 3. PŚJ | 25 stycznia 2013 | Calgary     | Dwójki mężczyzn   | Tim Brendel Florian Funk                                                           | Yury Kalinin Sergey Belyaew                                                          | Stanisław Maltsew Oleg Faszhutdinow                                                 |
| 3. PŚJ | 25 stycznia 2013 | Calgary     | Sztafety mieszane | Niemcy Natalie Burkhardt · Florian Berkes · Julius Löffler · Florian Küchler       | Włochy Sandra Robatscher · Kevin Fischnaller · Florian Gruber · Simon Kainzwaldner   | Stany Zjednoczone Summer Britcher · Tucker West · Ty Andersen · Anthony Espinoza    |
| 4. PŚJ | 2 lutego 2013    | Oberhof     | Jedynki kobiet    | Natalie Burkhardt                                                                  | Maria Naβ                                                                            | Saskia Langer                                                                       |
| 4. PŚJ | 2 lutego 2013    | Oberhof     | Jedynki mężczyzn  | Emanuel Rieder                                                                     | Chris Eiβler                                                                         | Georg Reumschüssel                                                                  |
| 4. PŚJ | 2 lutego 2013    | Oberhof     | Dwójki mężczyzn   | Julius Löffler Florian Küchler                                                     | Florian Löffler Manuel Stiebing                                                      | Ty Andersen Anthony Espinoza                                                        |
| 4. PŚJ | 2 lutego 2013    | Oberhof     | Sztafety mieszane | Niemcy Natalie Burkhardt · Chris Eiβler · Julius Löffler · Florian Küchler         | Włochy Sandra Robatscher · Emanuel Rieder · Florian Gruber · Simon Kainzwaldner      | Rosja Jekaterina Katnikowa · Aleksander Gorbasewicz · Yury Kalinin · Sergey Belyaew |
| 5. PŚJ | 9 lutego 2013    | Igls        | Jedynki kobiet    | Sandra Robatscher                                                                  | Natalie Burkhardt                                                                    | Maria Messner                                                                       |
| 5. PŚJ | 9 lutego 2013    | Igls        | Jedynki mężczyzn  | Kevin Fischnaller                                                                  | Emanuel Rieder                                                                       | Chris Eiβler                                                                        |
| 5. PŚJ | 9 lutego 2013    | Igls        | Dwójki mężczyzn   | Florian Gruber Simon Kainzwaldner                                                  | Tim Brendel Florian Funk                                                             | Julius Löffler Florian Küchler                                                      |
| 5. PŚJ | 9 lutego 2013    | Igls        | Sztafety mieszane | Włochy Sandra Robatscher · Kevin Fischnaller · Florian Gruber · Simon Kainzwaldner | Niemcy Carolin Freiherrin von Schleinitz · Chris Eiβler · Tim Brendel · Florian Funk | Rosja Wiktoria Diemczenko · Maksin Arawin · Yury Kalinin · Sergey Belyaew           |
| 6. PŚJ | 16 lutego 2013   | Winterberg  | Jedynki kobiet    | Carolin Freiherrin von Schleinitz                                                  | Natalie Burkhardt                                                                    | Angelique Fleischer                                                                 |
| 6. PŚJ | 16 lutego 2013   | Winterberg  | Jedynki mężczyzn  | Chris Eiβler                                                                       | Toni Gräfe                                                                           | Kevin Fischnaller                                                                   |
| 6. PŚJ | 16 lutego 2013   | Winterberg  | Dwójki mężczyzn   | Tim Brendel Florian Funk                                                           | Luca Hunziker Christian Maag                                                         | Julius Löffler Florian Küchler                                                      |

## Klasyfikacje

### Jedynki Kobiet
| Miejsce | Pilot                             | Kraj              | LIL | KON | CAL | OBE | IGL | WIN | Punkty |
| 1.      | Natalie Burkhardt                 | Niemcy            | 1   | 1   | 1   | 1   | 2   | 2   | 570    |
| 2.      | Sandra Robatscher                 | Włochy            | 2   | 15  | 4   | 5   | 1   | 11  | 360    |
| 3.      | Saskia Langer                     | Niemcy            | –   | 2   | 5   | 3   | 9   | 4   | 309    |
| 4.      | Carolin Freiherrin von Schleinitz | Niemcy            | –   | 3   | 2   | –   | 7   | 1   | 301    |
| 5.      | Angelique Fleischer               | Niemcy            | 3   | 4   | 3   | dnf | 14  | 3   | 298    |
| 6.      | Summer Britcher                   | Stany Zjednoczone | 7   | 7   | 13  | 13  | 8   | 7   | 240    |
| 7.      | Andrea Vötter                     | Włochy            | 11  | 16  | 15  | 7   | 6   | 5   | 236    |
| 8.      | Jekaterina Katnikowa              | Rosja             | 12  | 11  | 6   | 4   | 17  | 12  | 232    |
| 9.      | Miriam Kastlunger                 | Austria           | 4   | 5   | 8   | –   | 5   | –   | 212    |
| 10.     | Maria Naβ                         | Niemcy            | –   | 10  | –   | 2   | 13  | 6   | 201    |

### Jedynki Mężczyzn
| Miejsce | Pilot                  | Kraj    | LIL | KON | CAL | OBE | IGL | WIN | Punkty |
| 1.      | Florian Berkes         | Niemcy  | 1   | 1   | 2   | 4   | 4   | 4   | 465    |
| 2.      | Chris Eiβler           | Niemcy  | 9   | 3   | 12  | 2   | 3   | 1   | 396    |
| 3.      | Kevin Fischnaller      | Włochy  | –   | 8   | 1   | 5   | 1   | 3   | 367    |
| 4.      | Toni Gräfe             | Niemcy  | –   | 2   | 4   | 6   | 5   | 2   | 335    |
| 5.      | Armin Frauscher        | Austria | 2   | 9   | 10  | 8   | 7   | 10  | 284    |
| 6.      | Emanuel Rieder         | Włochy  | –   | 12  | 6   | 1   | 2   | –   | 267    |
| 7.      | Georg Reumschüssel     | Niemcy  | –   | 6   | 7   | 3   | 8   | 7   | 254    |
| 8.      | Maksin Arawin          | Rosja   | 4   | 7   | 3   | 11  | 10  | –   | 246    |
| 9.      | Christian Paffe        | Niemcy  | –   | 4   | –   | 9   | 6   | 5   | 204    |
| 10.     | Aleksander Gorbasewicz | Rosja   | 16  | 11  | 8   | 10  | 11  | 16  | 196    |

### Dwójki Mężczyzn
| Miejsce | Pilot                               | Kraj              | LIL | KON | CAL | OBE | IGL | WIN | Punkty |
| 1.      | Julius Löffler/Florian Küchler      | Niemcy            | 7   | 1   | 5   | 1   | 3   | 3   | 441    |
| 2.      | Tim Brendel/Florian Funk            | Niemcy            | –   | 2   | 1   | 4   | 2   | 1   | 430    |
| 3.      | Ty Andersen/Anthony Espinoza        | Stany Zjednoczone | 1   | 6   | 9   | 3   | 5   | 5   | 369    |
| 4.      | Yury Kalinin/Sergey Belyaew         | Rosja             | 3   | 7   | 2   | 6   | 4   | 8   | 353    |
| 5.      | Florian Gruber/Simon Kainzwaldner   | Włochy            | 5   | 5   | 6   | 15  | 1   | 6   | 336    |
| 6.      | Luca Hunziker/Christian Maag        | Szwajcaria        | 8   | 10  | 4   | –   | 10  | 2   | 259    |
| 7.      | Florian Löffler/Manuel Stiebing     | Niemcy            | –   | 3   | –   | 2   | 6   | 7   | 251    |
| 8.      | Marián Zemanik/Jozef Petrulak       | Słowacja          | 2   | 4   | dnf | 5   | 12  | dnf | 232    |
| 9.      | Stanisław Maltsew/Oleg Faszhutdinow | Rosja             | –   | 12  | 3   | 7   | 14  | 9   | 215    |
| 10.     | Rostisław Bednow/Roman Osipenko     | Rosja             | 9   | 8   | –   | 10  | 11  | 10  | 187    |

## Drużynowo (sztafety mieszane)

### Klasyfikacja generalna
| Miejsce | Kraj              | LIL | KON | CAL | OBE | IGL | Punkty |
| 1.      | Niemcy            | 1   | 1   | 1   | 1   | 2   | 485    |
| 2.      | Włochy            | 4   | 2   | 2   | 2   | 1   | 415    |
| 3.      | Rosja             | 2   | 5   | 4   | 3   | 3   | 340    |
| 4.      | Stany Zjednoczone | 3   | 4   | 3   | 4   | 5   | 315    |
| 5.      | Ukraina           | 9   | 7   | 6   | 8   | 7   | 223    |
| 6.      | Austria           | 5   | 3   | –   | 7   | 6   | 221    |
| 7.      | Słowacja          | 10  | 9   | 7   | 5   | 9   | 215    |
| 8.      | Kanada            | 6   | dns | 5   | 6   | 8   | 197    |
| 9.      | Łotwa             | 7   | 6   | –   | 10  | 4   | 192    |
| 10.     | Rumunia           | –   | 8   | –   | 9   | –   | 81     |